# Battuta (baseball)

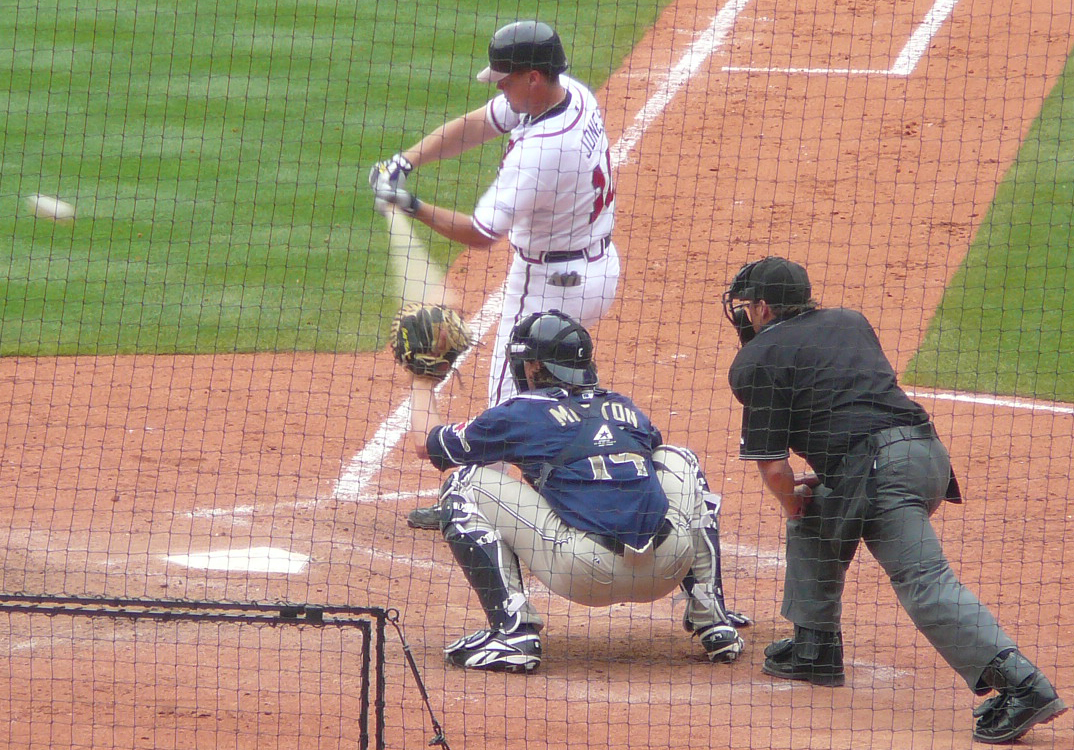
Chipper Jones tenta di colpire un lancio.

La battuta nel baseball è considerata uno dei gesti atletici più complessi e difficili da eseguire che si conoscano, rappresenta un mix di movimenti in perfetta coordinazione e successione antecedenti al contatto con la palla, per poterla colpire nel modo migliore e con la massima forza possibile attraverso la mazza. Pur essendo un solo movimento di norma lo si suddivide in quattro fasi principali: attesa, passo (stride), giro di mazza (swing) e fase finale (Follow-through).

## Attesa
Durante la posizione d'attesa bisogna tenere conto prima di tutto della posizione del battitore all'interno del suo box di battuta, può essere aperta, chiusa e normale, variano nella diversa posizione dei piedi del battitore rispetto a casa base. Ognuna delle tre posizioni può conferire vantaggi, ad esempio una posizione aperta, può conferire una maggiore possibilità di battere meglio lanci interni, è meglio comunque mantenere una posizione normale, che permette un controllo ottimale di tutta l'area dello strike. Anche la distanza dal piatto di casa base è importante, se fosse troppo grande, non sarebbe possibile coprire il margine esterno dell'area dello strike, se fosse esageratamente ridotta, non sarebbe possibile coprire il margine interno.
Nella posizione normale i piedi sono paralleli alle spalle e più o meno alla stessa distanza delle stesse.

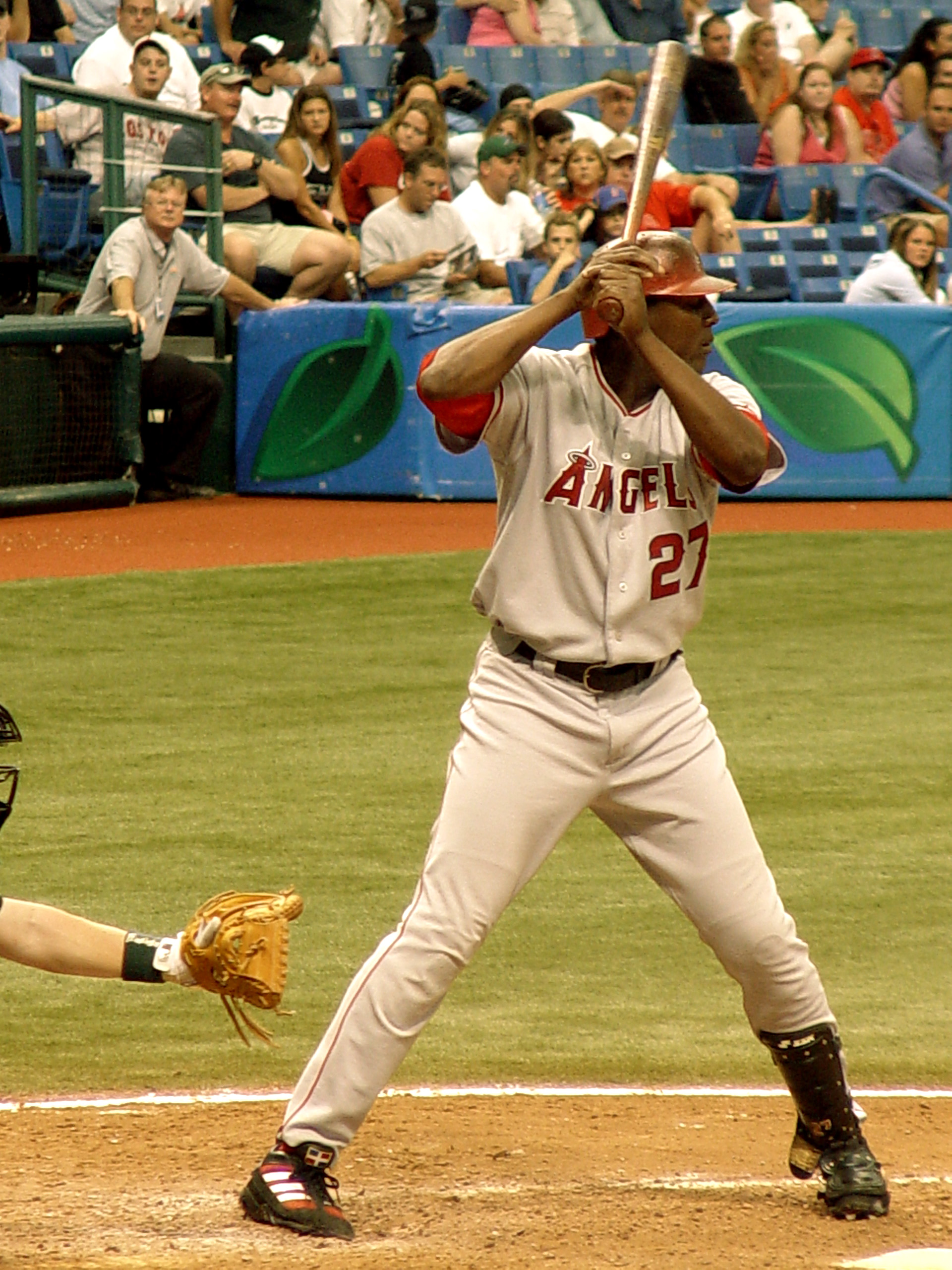
Guerrero in battuta Tampa Bay Devil Rays, 28 agosto 2005.

La stabilità della posizione d'attesa viene data inoltre dal fatto che il peso del corpo è distribuito sugli avampiedi in egual misura. Le ginocchia sono leggermente piegate.
Le mani vanno tenute a una distanza di circa 20 cm dal corpo, gli avambracci dovrebbero formare nel complesso una sorta di “V” rovesciata con i gomiti rivolti verso il basso, all'altezza della spalla posteriore, causando un aumento dell'ampiezza dell'angolo che si forma (tra il braccio e l'avambraccio) nel braccio sinistro e una diminuzione nel destro, e inoltre un'estensione di 20-30 cm del gomito destro dal corpo. Tale posizionamento delle mani e dei gomiti, facilita una torsione del busto nella fase di stride. L'angolo tra il dorso della mano e l'avambraccio varia tra le due mani. Nella mano destra infatti, l'angolo è poco maggiore di 90°, mentre nella mano sinistra è di circa 180°, tale angolazione dei polsi è una conseguenza dell'impugnatura della mazza (nocche allineate), inoltre è necessaria per posizionare correttamente i polsi nella fase di contatto della palla. 
La testa deve essere rivolta il più possibile verso il lanciatore, cercando di mantenere l'asse degli occhi parallela al terreno (quindi orizzontale), per avere una visione ottimale della pallina in arrivo, il mento va piegato verso la spalla e il capo va tenuto il più fermo possibile, per ottimizzare la visualizzazione del lancio; pur rivolgendo la testa verso il lanciatore non bisogna mettere in tensione i muscoli del collo. La mazza va mantenuta in modo tale che formi un angolo di circa 45° col terreno, riducendo la distanza tra la mazza stessa e il punto in cui contatterà la palla in arrivo.
In questa fase è deleterio il sobbalzare adottato da alcuni battitori, poiché equivale ad un sobbalzo degli occhi, ovvero una non precisa individuazione del piano su cui si muove la palla.

## Il passo: lo stride

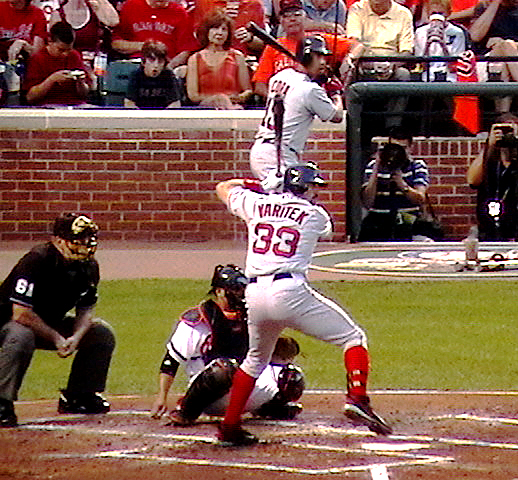
Jason Varitek dei Boston Red Sox esegue lo stride.

Lo stride, o spostamento del piede verso il lanciatore è una fase intermedia della battuta tra la posizione d'attesa e lo swing. È preliminare allo swing, serve a rompere l'inerzia e a posizionarsi con i piedi nel modo migliore per poi eseguire la sventolata e la rotazione del busto. Il passo va fatto sempre in direzione del lanciatore, ovvero il piede anteriore si sposta verso la palla. Parallelamente allo spostamento del piede va eseguita una torsione del busto, cioè i fianchi ruotano leggermente all'indietro e le mani si spostano sempre all'indietro di circa 15 cm. Durante lo stride, che va eseguito non troppo velocemente, con la parte interna dell'avampiede che per prima tocca il terreno, il peso del corpo va spostato sul piede posteriore che fungerà da supporto per l'inizio della sventolata. Quando si esegue il passo bisogna tener conto che ancora non si è deciso di colpire la palla in arrivo, è un movimento preliminare allo swing, ma non è detto che la sventolata avverrà.
Per tale motivo va eseguito verso il lanciatore e non verso la palla in arrivo, di conseguenza è sbagliato dire che va fatto più verso il piatto se il lancio è esterno o più aperto (lontano dal piatto) se il lancio è interno, non c'è abbastanza tempo per valutare se il lancio è estero o interno per poter posizionare il piede.

## Giro di mazza: lo swing

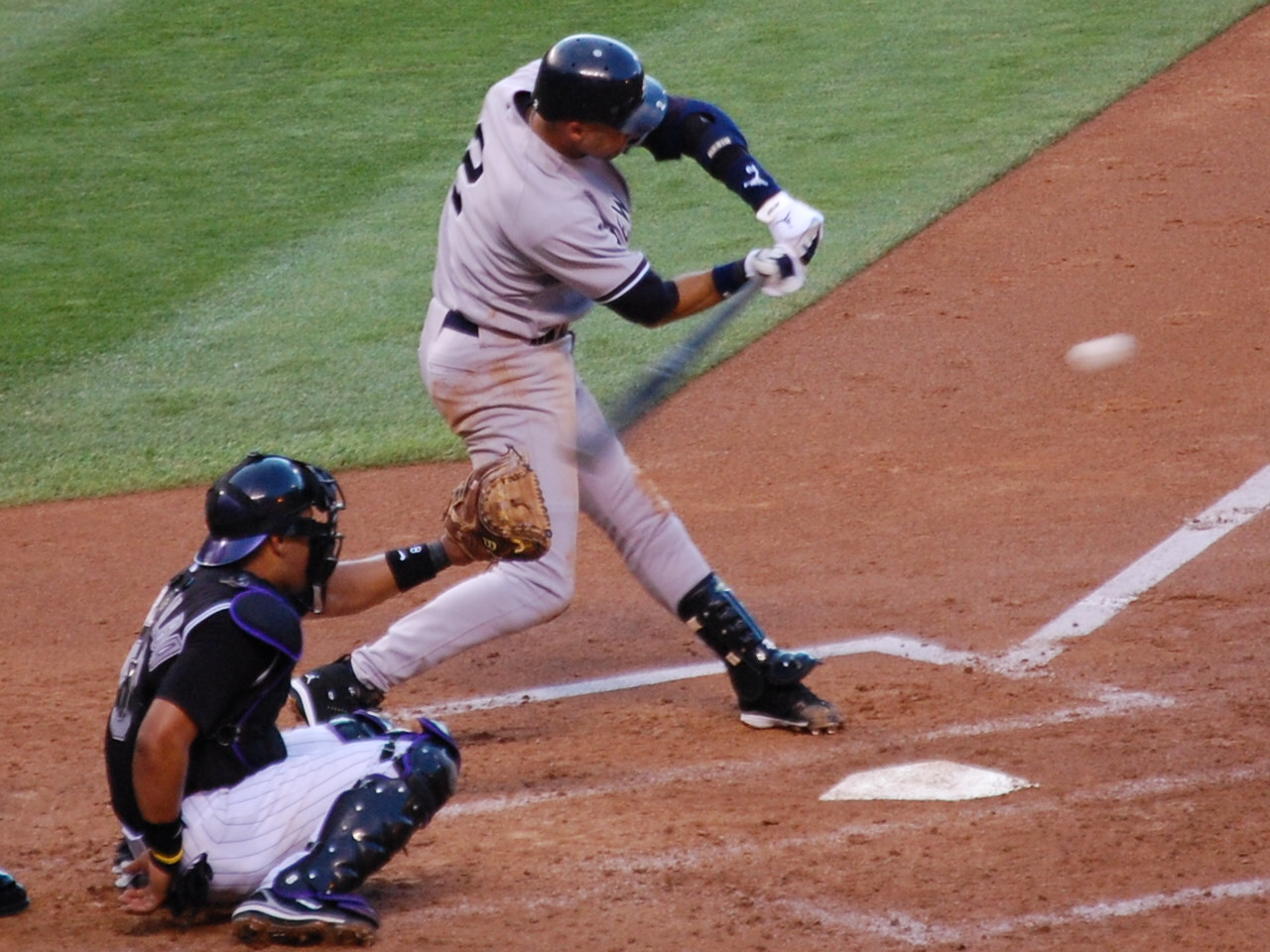
Derek Jeter esegue lo swing contro i Colorado Rockies

La potenza della battuta arriva in maniera considerevole dai fianchi attraverso una violenta rotazione degli stessi. Successivamente a tutti i movimenti relativi allo stride, i fianchi iniziano a ruotare verso il lanciatore e il piede posteriore ruota sull'avampiede dando maggiore libertà ai fianchi stessi, si tenga presente che tutta la parte superiore del corpo, braccia, spalle, testa, ecc. rimane ferma durante questa prima tappa dello swing. La mazza viene portata verso la sinistra del battitore, con il pomello in direzione del lanciatore, e il barrell in direzione opposta (vi è una sorta di trascinamento), l'angolo del gomito sinistro aumenta, con conseguente distensione del braccio stesso, e il gomito destro si porta vicino al corpo. L'asse di rotazione è situata al centro del corpo (baricentro), il piede sinistro in questa fase rimane ancora chiuso, mentre il destro ha ruotato totalmente fino a portare la gamba sinistra a forma di “L” rovesciata. La mazza si muove con il pomello più vicino al lanciatore rispetto al barrel, al momento del contatto invece, i polsi danno l'ulteriore spinta alla mazza che porta il barrel sulla palla.

## La fase finale: Follow-through
La fase finale o Follow-through ha inizio successivamente al contatto con la palla. Il polso destro, quando le braccia sono ben distese, ruota sopra il sinistro, il barrel, viene spostato fino a farlo quasi toccare con la schiena. In questa posizione le mani sono poco più alte della spalla anteriore. In tale posizione non si ha equilibrio e si tende a sbilanciarsi in direzione della prima base, in quanto si sta diventando corridori. 
La mazza viene lasciata cadere dietro il battitore e il primo passo viene fatto con il piede sinistro in direzione della prima base, successivamente al quale, si corre.